# Pleun Strik
Pleun Strik (Róterdam, 27 de mayo de 1944-14 de julio de 2022) fue un futbolista neerlandés que jugaba como líbero.

## Selección nacional
Fue internacional con la selección neerlandesa en ocho ocasiones y convirtió un gol. Formó parte de la selección subcampeona de la Copa del Mundo de 1974, pese a no haber jugado ningún partido durante el torneo.

### Participaciones en Copas del Mundo
| Mundial                        | Sede             | Resultado  | Partidos | Goles |
| ------------------------------ | ---------------- | ---------- | -------- | ----- |
| Copa Mundial de Fútbol de 1974 | Alemania Federal | Subcampeón | 0        | 0     |

## Clubes
| Club            | País         | Año       |
| --------------- | ------------ | --------- |
| Feijenoord      | Países Bajos | 1964      |
| Go Ahead Eagles | Países Bajos | 1964-1967 |
| PSV Eindhoven   | Países Bajos | 1967-1976 |
| FC Eindhoven    | Países Bajos | 1976-1978 |
| NEC Nijmegen    | Países Bajos | 1978-1982 |
| VVV-Venlo       | Países Bajos | 1982-1984 |

## Palmarés

### Campeonatos nacionales
| Título                   | Club          | País         | Año  |
| ------------------------ | ------------- | ------------ | ---- |
| Copa de los Países Bajos | PSV Eindhoven | Países Bajos | 1974 |
| Eredivisie               | PSV Eindhoven | Países Bajos | 1975 |
| Eredivisie               | PSV Eindhoven | Países Bajos | 1976 |
| Copa de los Países Bajos | PSV Eindhoven | Países Bajos | 1976 |